# Blaue Lagune (Fertighauszentrum)
Die Blaue Lagune ist ein Fertighauszentrum im österreichischen Wiener Neudorf. Mit einer Ausstellungsfläche von 74.000 m² und jährlich rund 140.000 Besuchern gilt es als „größtes Fertighauszentrum Europas“. Der Firmensitz und die Verwaltung des Unternehmens befinden sich in Wien.

## Geschäftsmodell
Neben der Ausstellung von Musterhäusern verschiedener Fertighaushersteller und Architekten bietet die Blaue Lagune unterschiedliche Themenwelten und Beratungsservices in den Bereichen Bauen, Sanieren und Modernisieren an. Im Vordergrund steht die Information der Kunden und Vermittlung sowohl im B2C- als auch im B2B-Bereich.
Laut eigenen Angaben wurden 2019 rund 60 Prozent der gebauten Fertighäuser in Österreich über die Blaue Lagune vermittelt, dies entsprach einem Umsatz von circa 475 Millionen Euro. Darüber hinaus werden regelmäßig Neuheiten aus der Immobilien-, Bau- und Wohnbranche präsentiert.

## Geschichte
1991 wurde das Unternehmen durch Erich Benischek gegründet und die ersten Musterhäuser wurden erbaut. Die Eröffnung des Fertighauszentrums in der ersten Ausbaustufe mit 51 Häusern war im Juni 1992. Zum 5. Juli 1996 ging die heutige Fertighauszentrum „Blaue Lagune“ Verwaltungs GmbH & Co. KG aus der Fertighauszentrum „Blaue Lagune“ Planungs- und Errichtungsgesellschaft mbH hervor.
Bei einer größeren Erweiterung im Juni 1997 wurde der sogenannte Stadtteil 2 errichtet und die Gesamtzahl der Häuser auf insgesamt 65 erhöht. Im Sommer 2001 folgte mit dem Bau der dritten Ausbaustufe die Vergrößerung auf 85 Musterhäuser.
Später wurden verschiedene Erlebniswelten eröffnet, die sich konkret auf einen Themenbereich fokussieren. Nach der Gartenwelt (2006) sowie der Energiewelt und der Garagenwelt (beide 2009) kamen die Sicherheitswelt (2010), die Wellnesswelt (2012) und die Fensterwelt (2014) dazu. Die Energiewelt wurde 2012/13 zur Technologiewelt erweitert, aktuell wird diese zusammen mit der Sicherheitswelt zum neuen Projekt Bauzentrum umgebaut. Die Wellnesswelt wurde 2017 in die neugestaltete Gartenwelt integriert.
Im Oktober 2014 wurde das LISI-Haus (Living Inspired by Sustainable Innovation) im Rahmen des Ausstellungs-Schwerpunktes „Architektur und Innovation“ eröffnet. Es ist das Gewinnerhaus des Solar Decathlon 2013 und wurde auf fünf Holz-Pontons direkt am See des Fertighauszentrums errichtet. Es folgten weitere innovative Immobilien wie beispielsweise im Frühjahr 2017 das aktivhaus nach dem „Triple Zero“-Prinzip (Zero Energy, Zero Emission, Zero Waste), ein Plusenergiehaus und das Palettenhaus aus 800 Paletten, das den Architekturpreis GAU:DI gewann.
2019 erfolgte der Spatenstich für das neue Bauzentrum. Verteilt auf fünf miteinander verbundene Ausstellungsgebäude soll es ein zentraler Treffpunkt für Beratung und Information zu den Themen Bau, Sanierung und Modernisierung werden. Das Bauzentrum umfasst sowohl Showrooms für Hersteller, als auch Beratungs- und Informationsangebote für Kunden. In einem der Gebäude wird ein Immobilienzentrum eingerichtet, in dem sich Architekten, Bauträger oder Makler präsentieren können. Neben Fachveranstaltungen und Konferenzen sind auch Publikum-Events möglich.